# Gastone Malaguti
Gastone Malaguti (Bologna, 20 luglio 1926) è un partigiano, sindacalista e antifascista italiano.

## Biografia
Gastone Malaguti nacque nel 1926 a Bologna da Augusto Malaguti e Maria Govoni. Ottenuta la licenza elementare, iniziò a lavorare come fornaciaio. Il 1º novembre 1943, all'età di 17 anni, si arruolò nella 7ª Brigata GAP Garibaldi formazione partigiana nella quale militò fino alla liberazione della città, il 21 aprile 1945.
Durante la sua militanza nella 7ª GAP, è stato uno dei protagonisti della Battaglia di Porta Lame con il lancio di bombe incendiarie, utilizzò i nomi di battaglia Gaston (successivamente abbandonato in quanto troppo simile al suo vero nome), Gas, Biondino ed Efestione.
Nel 1945 con la fine del conflitto mondiale si recò in Germania per il recupero dei beni confiscati dai nazisti.
Nel 1948 Malaguti aderì alla FILCAMS, facente parte della CGIL. Nella FILCAMS ricoprì i ruoli di segretario nazionale prima e di responsabile delle politiche internazionali poi. Gastone Malaguti è stato tra i firmatari del primo ccnl degli esercenti cooperativi.
Nell'anzianità Malaguti si impegnò personalmente nella diffusione del valore storico e sociale della lotta di liberazione, diventando membro attivo dell'ANPI, per il contrasto alle aperture nel commercio durante i giorni di festa e per l'istituzione in Italia del reato di tortura. Malaguti ha visitato spesso le scuole fino al 2019 per spiegare la resistenza agli studenti. Gastone Malaguti si professa ateo convinto.

## Scritti
- Gastone Malaguti, Partigiano per sempre, a cura di Massimo Franchi, Futura, 2022, ISBN 9788823023383.[13]
- Gastone Malaguti (a cura di), Le azioni della 7° Gap a Bologna nel periodo della Resistenza.